# Parmenonta parallela
Parmenonta parallela là một loài bọ cánh cứng trong họ Cerambycidae.